# Campionato europeo di football americano Under-19 2011
Il campionato europeo di football americano Under-19 2011 (in lingua inglese 2011 EFAF European Junior Championship), noto anche come Spagna 2011 in quanto disputato in tale Stato, è stato la quinta edizione del campionato europeo di football americano per squadre nazionali maschili Under-19 organizzato dalla EFAF.
Ha avuto inizio il 28 agosto, e si è concluso il 3 settembre 2011 a Isla de La Cartuja di Siviglia.

## Stadi
Distribuzione degli stadi del campionato europeo di football americano Under-19 2011
| Siviglia             | Isla de La Cartuja · Stadio San Pablo · (Siviglia) | Siviglia             |
| -------------------- | -------------------------------------------------- | -------------------- |
| Isla de La Cartuja   | Isla de La Cartuja · Stadio San Pablo · (Siviglia) | Stadio San Pablo     |
| 37°25′02″N 6°00′16″W | Isla de La Cartuja · Stadio San Pablo · (Siviglia) | 37°25′02″N 6°00′16″W |
| Capacità:            | Isla de La Cartuja · Stadio San Pablo · (Siviglia) | Capacità:            |
| Altitudine:          | Isla de La Cartuja · Stadio San Pablo · (Siviglia) | Altitudine:          |
|                      | Isla de La Cartuja · Stadio San Pablo · (Siviglia) |                      |

## Squadre partecipanti
| Pr. | Squadra   | Data di qualificazione | Qualificata in quanto                                 | Ultima partecipazione |
| --- | --------- | ---------------------- | ----------------------------------------------------- | --------------------- |
| 1   | Svezia    | 16 luglio 2008         | Seconda classificata all'Europeo 2008                 | Spagna 2008           |
| 2   | Germania  | 17 luglio 2008         | Prima classificata all'Europeo 2008                   | Spagna 2008           |
| 3   | Spagna    | 3 gennaio 2010         | Nazione organizzarice                                 | Spagna 2008           |
| 4   | Francia   | 23 aprile 2011         | Vincitrice dello spareggio con la Serbia              | Spagna 2008           |
| 5   | Austria   | 24 aprile 2011         | Vincitrice dello spareggio con la Russia (per ritiro) | Spagna 2008           |
| 6   | Danimarca | 30 aprile 2011         | Vincitrice dello spareggio con la Finlandia           | Spagna 2008           |

## Gironi
| Girone A  | Girone B |
| --------- | -------- |
| Francia   | Austria  |
| Danimarca | Spagna   |
| Germania  | Svezia   |

## Risultati e classifiche

### Fase a gironi

#### Girone A

##### Classifica
| Pos | Squadra   | G | V | P | PF | PS | DP  |
| --- | --------- | - | - | - | -- | -- | --- |
| 1   | Austria   | 2 | 2 | 0 | 35 | 23 | +12 |
| 2   | Germania  | 2 | 1 | 1 | 19 | 21 | -2  |
| 3   | Danimarca | 2 | 0 | 2 | 23 | 33 | -10 |

##### Risultati
| Siviglia 28 agosto 2011, ore 10:30 Incontro 1 | Germania | 7 – 14 (0-7 7-0 0-7 0-0) referto | Austria | Isla de La Cartuja |

| Siviglia 30 agosto 2011, ore 10:30 Incontro 3 | Austria | 21 – 16 (0-3 21-0 0-7 0-6) referto | Danimarca | Stadio San Pablo (185 spett.) |

| Siviglia 1º settembre 2011, ore 10:30 Incontro 5 | Danimarca | 7 – 12 (7-0 0-0 0-0 0-12) referto | Germania | Isla de La Cartuja (367 spett.) |

#### Girone B

##### Classifica
| Pos | Squadra | G | V | P | PF | PS | DP  |
| --- | ------- | - | - | - | -- | -- | --- |
| 1   | Francia | 2 | 2 | 0 | 76 | 20 | +56 |
| 2   | Svezia  | 2 | 1 | 1 | 42 | 31 | +11 |
| 3   | Spagna  | 2 | 0 | 2 | 16 | 83 | -67 |

##### Risultati
| Siviglia 28 agosto 2011, ore 18:00 Incontro 2 | Svezia | 28 – 10 (6-0 0-10 8-0 14-0) referto | Spagna | Isla de La Cartuja (326 spett.) |

| Siviglia 30 agosto 2011, ore 18:00 Incontro 4 | Spagna | 6 – 55 (0-20 0-21 0-7 6-7) referto | Francia | Stadio San Pablo (436 spett.) |

| Siviglia 1º settembre 2011, ore 18:00 Incontro 6 | Francia | 21 – 14 (7-0 0-0 0-8 14-6) referto | Svezia | Isla de La Cartuja (324 spett.) |

### Finali

#### Finale 5º - 6º posto
| Siviglia 3 settembre 2011, ore 9:30 Incontro 7 | Danimarca | 41 – 3 (0-3 20-0 14-0 7-0) referto | Spagna | Stadio San Pablo (224 spett.) |

#### Finale 3º - 4º posto
| Siviglia 3 settembre 2011, ore 12:30 Incontro 8 | Germania | 14 – 21 (0-9 7-12 0-0 7-0) referto | Svezia | Stadio San Pablo (194 spett.) |

#### Finale
| Siviglia 3 settembre 2011, ore 18:00 Incontro 9 | Francia | 14 – 24 (0-10 14-0 0-0 0-14) referto | Austria | Isla de La Cartuja (383 spett.) |

## Classifica finale
| Pos | Squadra   | G | V | P | PF | PS  | DP   |
| --- | --------- | - | - | - | -- | --- | ---- |
| 1   | Austria   | 3 | 3 | 0 | 59 | 37  | +22  |
| 2   | Francia   | 3 | 2 | 1 | 90 | 44  | +46  |
| 3   | Svezia    | 3 | 2 | 1 | 63 | 45  | +18  |
| 4   | Germania  | 3 | 1 | 2 | 33 | 42  | -9   |
| 5   | Danimarca | 3 | 1 | 2 | 64 | 36  | +28  |
| 6   | Spagna    | 3 | 0 | 3 | 19 | 124 | -105 |

## Campione
| Campione Austria (1º titolo) |